# 72. ceremonia wręczenia nagród Brytyjskiej Akademii Filmowej
72. ceremonia wręczenia nagród Brytyjskiej Akademii Filmowej za rok 2018, odbyła się 10 lutego 2019 roku w Royal Albert Hall w Londynie. Prowadzącą galę, po raz drugi została Joanna Lumley.
Nominowani zostali ogłoszeni 9 stycznia 2019 roku, a prezentacji dokonali aktorzy Will Poulter i Hayley Squires.
Najwięcej nominacji (dwanaście) otrzymał film Faworyta. Siedem nominacji otrzymały filmy: Bohemian Rhapsody, Narodziny gwiazdy, Pierwszy człowiek i Roma.

## Laureaci i nominowani
Laureaci nagród wyróżnieni są wytłuszczeniem

### Najlepszy film
- Alfonso Cuarón i Gabriela Rodriguez – Roma
  - Jason Blum(inne języki), Spike Lee, Raymond Mansfield, Sean McKittrick, Jordan Peele – Czarne bractwo. BlacKkKlansman
  - Ceci Dempsey, Ed Guiney(inne języki), Jorgos Lantimos i Lee Magiday – Faworyta
  - Jim Burke, Brian Currie, Peter Farrelly, Nick Vallelonga i Charles B. Wessler – Green Book
  - Bradley Cooper, Bill Gerber i Lynette Howell Taylor – Narodziny gwiazdy

### Najlepszy brytyjski film
(Nagroda im. Alexandra Kordy)
- Jorgos Lantimos, Ceci Dempsey, Ed Guiney(inne języki), Lee Magiday, Deborah Davis i Tony McNamara(inne języki) – Faworyta
  - Michael Pearce, Kristian Brodie, Lauren Dark i Ivana MacKinnon – Pod ciemnymi gwiazdami
  - Graham King i Anthony McCarten – Bohemian Rhapsody
  - Ian Bonhôte, Peter Ettedgui, Andee Ryder i Nick Taussig – McQueen(inne języki)
  - Jon S. Baird, Faye Ward i Jeff Pope – Stan & Ollie(inne języki)
  - Lynne Ramsay, Rosa Attab, Pascal Caucheteux i James Wilson – Nigdy cię tu nie było(inne języki)

### Najlepszy film nieanglojęzyczny
- Alfonso Cuarón i Gabriela Rodriguez – Roma • Meksyk
  - Nadine Labaki i Khaled Mouzanar – Kafarnaum • Liban
  - Paweł Pawlikowski, Tanya Seghatchian i Ewa Puszczyńska – Zimna wojna • Polska
  - Matteo Garrone – Dogman(inne języki) • Włochy
  - Hirokazu Kore-eda i Kaoru Matsuzaki – Złodziejaszki • Japonia

### Najlepsza reżyseria
- Alfonso Cuarón – Roma
  - Bradley Cooper – Narodziny gwiazdy
  - Jorgos Lantimos – Faworyta
  - Spike Lee – Czarne bractwo. BlacKkKlansman
  - Paweł Pawlikowski – Zimna wojna

### Najlepszy scenariusz adaptowany
- Spike Lee, David Rabinowitz, Charlie Wachtel, Kevin Willmott – Czarne bractwo. BlacKkKlansman
  - Nicole Holofcener i Jeff Whitty - Czy mi kiedyś wybaczysz?
  - Josh Singer(inne języki) – Pierwszy człowiek
  - Barry Jenkins – Gdyby ulica Beale umiała mówić(inne języki)
  - Bradley Cooper, Will Fetters i Eric Roth – Narodziny gwiazdy

### Najlepszy scenariusz oryginalny
- Deborah Davis i Tony McNamara – Faworyta
  - Janusz Głowacki i Paweł Pawlikowski – Zimna wojna
  - Brian Currie, Peter Farrelly i Nick Vallelonga – Green Book
  - Alfonso Cuarón – Roma
  - Adam McKay – Vice

### Najlepszy aktor pierwszoplanowy
- Rami Malek – Bohemian Rhapsody jako Freddie Mercury
  - Christian Bale – Vice jako Dick Cheney
  - Steve Coogan – Stan & Ollie(inne języki) Stan Laurel
  - Bradley Cooper – Narodziny gwiazdy jako Jackson Maine
  - Viggo Mortensen – Green Book jako Frank „Tony Lip” Vallelonga

### Najlepsza aktorka pierwszoplanowa
- Olivia Colman – Faworyta jako królowa Anna
  - Glenn Close – Żona(inne języki) jako Joan Castleman
  - Viola Davis – Wdowy jako Veronica Rawlings
  - Lady Gaga – Narodziny gwiazdy jako Ally Maine
  - Melissa McCarthy – Czy mi kiedyś wybaczysz? jako Lee Israel

### Najlepszy aktor drugoplanowy
- Mahershala Ali – Green Book jako Don Shirley
  - Timothée Chalamet – Mój piękny syn jako Nic Sheff
  - Adam Driver – Czarne bractwo. BlacKkKlansman jako Flip Zimmerman
  - Sam Elliott – Narodziny gwiazdy jako Bobby Maine
  - Richard E. Grant – Czy mi kiedyś wybaczysz? jako Jack Hock

### Najlepsza aktorka drugoplanowa
- Rachel Weisz – Faworyta jako Sarah Churchill
  - Amy Adams – Vice jako Lynne Cheney
  - Claire Foy – Pierwszy człowiek jako Janet Shearon Armstrong
  - Margot Robbie – Maria, królowa Szkotów jako królowa Elżbieta I
  - Emma Stone – Faworyta jako Abigail Hill

### Najlepsza muzyka
(Nagroda im. Anthony’ego Asquitha)
- Bradley Cooper, Lady Gaga i Lukas Nelson – Narodziny gwiazdy
  - Terence Blanchard – Czarne bractwo. BlacKkKlansman
  - Nicholas Britell – Gdyby ulica Beale umiała mówić(inne języki)
  - Alexandre Desplat – Wyspa psów
  - Marc Shaiman – Mary Poppins powraca

### Najlepsze zdjęcia
- Alfonso Cuarón – Roma
  - Newton Thomas Sigel(inne języki) – Bohemian Rhapsody
  - Łukasz Żal – Zimna wojna
  - Robbie Ryan – Faworyta
  - Linus Sandgren – Pierwszy człowiek

### Najlepszy montaż
- Hank Corwin – Vice
  - John Ottman – Bohemian Rhapsody
  - Jorgos Mawropsaridis – Faworyta
  - Tom Cross – Pierwszy człowiek
  - Alfonso Cuarón i Adam Gough(inne języki) – Roma

### Najlepsza scenografia
- Faworyta – scenografia: Fiona Crombie(inne języki); dekoracja wnętrz: Alice Ferton
  - Fantastyczne zwierzęta: Zbrodnie Grindelwalda – scenografia: Stuart Craig; dekoracja wnętrz: Anna Pinock
  - Pierwszy człowiek – scenografia: Nathan Crowley; dekoracja wnętrz: Kathy Lucas
  - Mary Poppins powraca – scenografia: John Myhre; dekoracja wnętrz: Gordon Sim(inne języki)
  - Roma – scenografia: Eugenio Caballero(inne języki); dekoracja wnętrz: Bárbara Enríquez

### Najlepsze kostiumy
- Sandy Powell – Faworyta
  - Mary Zophres(inne języki) – Ballada o Busterze Scruggsie
  - Julian Day(inne języki) – Bohemian Rhapsody
  - Sandy Powell – Mary Poppins powraca
  - Alexandra Byrne – Maria, królowa Szkotów

### Najlepsza charakteryzacja i fryzury
- Nadia Stacey – Faworyta
  - Mark Coulier i Jan Sewell – Bohemian Rhapsody
  - Jenny Shircore – Maria, królowa Szkotów
  - Mark Coulier i Jeremy Woodhead – Stan & Ollie(inne języki)
  - Kate Biscoe(inne języki), Greg Cannom(inne języki), Patricia DeHaney(inne języki) i Chris Gallaher – Vice

### Najlepszy dźwięk
- John Casali, Tim Cavagin, Nina Hartstone, Paul Massey i John Warhurst – Bohemian Rhapsody
  - Mary H. Ellis, Mildred Iatrou Morgan, Ai-Ling Lee, Frank A. Montaño i Jon Taylor – Pierwszy człowiek
  - Gilbert Lake, James H. Mather, Christopher Munro i Mike Prestwood Smith – Mission: Impossible – Fallout
  - Erik Aadahl, Michael Barosky, Brandon Procter i Ethan Van der Ryn – Ciche miejsce
  - Steve Morrow, Alan Robert Murray, Jason Ruder, Tom Ozanich i Dean Zupancic – Narodziny gwiazdy

### Najlepsze efekty specjalne
- Geoffrey Baumann, Jesse James Chisholm, Craig Hammack i Dan Sudick – Czarna Pantera
  - Dan DeLeeuw, Russell Earl, Kelly Port i Dan Sudick – Avengers: Wojna bez granic
  - Tim Burke, Andy Kind, Christian Manz i David Watkins – Fantastyczne zwierzęta: Zbrodnie Grindelwalda
  - Ian Hunter, Paul Lambert, Tristan Myles, J.D. Schwalm – Pierwszy człowiek
  - Matthew E. Butler, Grady Cofer, Roger Guyett, Dave Shirk – Player One

### Najlepszy film animowany
- Bob Persichetti, Peter Ramsey, Rodney Rothman i Phil Lord – Spider-Man Uniwersum
  - Brad Bird i John Walker – Iniemamocni 2
  - Wes Anderson i Jeremy Dawson – Wyspa psów

### Najlepszy krótkometrażowy film animowany
- Roughhouse – Jonathan Hodgson i Richard Van Den Boom
  - I’m OK – Elizabeth Hobbs, Abigail Addison i Jelena Popović
  - Marfa – Greg McLeod i Myles McLeod

### Najlepszy film krótkometrażowy
- 73 Cows – Alex Lockwood
- Bachelor, 38 – Angela Clarke
- The Blue Door – Ben Clark, Megan Pugh i Paul Taylor
- The Field – Sandhya Suri i Balthazar de Ganay
- Wale – Barnaby Blackburn, Sophie Alexander, Catherine Slater i Edward Speleers

### Najlepszy film dokumentalny
- Free Solo: ekstremalna wspinaczka – Elizabeth Chai Vasarhelyi i Jimmy Chin(inne języki)
  - McQueen(inne języki) – Ian Bonhôte i Peter Ettedgui
  - RBG(inne języki) – Julie Cohen i Betsy West
  - I młodzi pozostaną – Peter Jackson
  - Bliscy nieznajomi(inne języki) – Tim Wardle, Grace Hughes-Hallett i Becky Read

### Najlepszy debiut brytyjskiego scenarzysty, reżysera lub producenta
(Nagroda im. Carla Foremana)
- Michael Pearce (scenarzysta i reżyser), Lauren Dark (producent) – Pod ciemnymi gwiazdami
  - Daniel Kokotajilo (scenarzysta i reżyser) – Apostasy
  - Chris Kelly (scenarzysta, reżyser i producent) – Kambodżańska wiosna
  - Leanne Welham (scenarzysta i reżyser), Sophie Harman (producent) – Pili
  - Richard Billingham (scenarzysta i reżyser), Jacqui Davies (producent) – Ray & Liz(inne języki)

### Nagroda dla wschodzącej gwiazdy
- Letitia Wright
  - Jessie Buckley
  - Cynthia Erivo
  - Barry Keoghan
  - Lakeith Stanfield

## Podsumowanie liczby nominacji
- 12 – Faworyta
- 7 – Bohemian Rhapsody, Narodziny gwiazdy, Pierwszy człowiek i Roma
- 6 – Vice
- 5 – Czarne bractwo. BlacKkKlansman
- 4 – Green Book i Zimna wojna

## Podsumowanie liczby nagród
- 7 – Faworyta
- 4 – Roma
- 2 – Bohemian Rhapsody
- 1 – Green Book, Vice, Czarne bractwo. BlacKkKlansman, Czarna Pantera i Narodziny gwiazdy